# Immortalitat
|  | Aquest article tracta sobre la vida eterna. Vegeu-ne altres significats a «Immortals». |

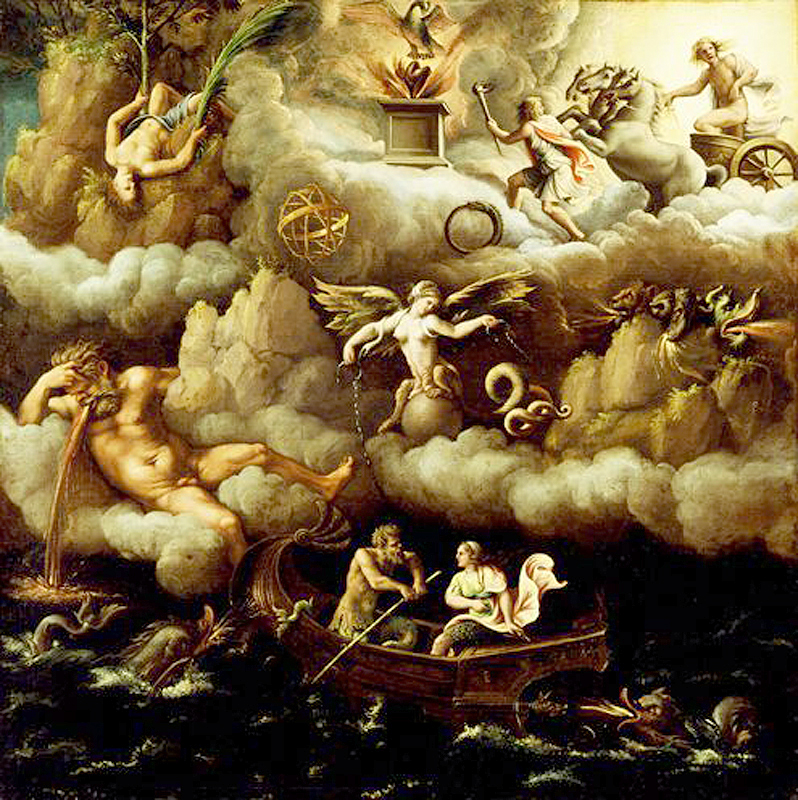
Allegoria dell'immortalità de Giulio Romano

La immortalitat (o vida eterna) és el concepte d'existir o viure eternament (sense fi), o amb una durada indeterminada de temps. A través de la història, els éssers humans han tingut el desig de viure per sempre. De quines formes un ésser pot viure un interminable o indefinit temps, o si això és possible, és un assumpte de moltes especulacions, fantasies, i debats. Algunes espècies posseeixen immortalitat biològica a causa d'una aparent manca del límit de Hayflick.
Alguns científics, futuristes i filòsofs han teoritzat sobre la immortalitat del cos humà, i alguns suggereixen que la immortalitat humana es pot aconseguir en les primeres dècades del segle XXI amb l'ajuda d'algunes tecnologies com ara la transferència mental (immortalitat digital).> Altres defensors creuen que una prolongació de la vida és un objectiu més assolible a curt termini, amb la immortalitat a l'espera de nous avenços en la investigació. L'absència d'envelliment proporcionaria als humans immortalitat biològica, però no invulnerabilitat a la mort per malaltia o lesió. Si el procés d'immortalitat interna es lliura en els anys vinents depèn principalment de la investigació (i de la investigació de neurones en el cas de la immortalitat interna a través d'una línia cel·lular immortalitzada) en el primer punt de vista i potser és un objectiu esperat en el segon cas.
Almenys des de l'època mesopotàmica, hi ha hagut la convicció que els déus poden ser físicament immortals, i que aquest és també un estat que els déus de vegades ofereixen als humans. En el cristianisme, la convicció que Déu pot oferir la immortalitat física amb la resurrecció de la carn al final dels temps ha estat tradicionalment al centre de les seves creences. Quina forma prendria una vida humana sense fi, o si una ànima immaterial existeix i posseeix la immortalitat, ha estat un dels principals focus de la religió, així com objecte d'especulació i debat. En contextos religiosos, sovint s'afirma que la immortalitat és una de les promeses de les divinitats als éssers humans que realitzen virtut o segueixen la llei divina. La immortalitat és considerada la solució a un dels majors temors de l'ésser humà, en ser immortal la mort serà evadida, però hi ha qui creu que la immortalitat és el pas següent a la mort, característica de les esglésies catòlica, jueva, musulmana, etc.

## Definicions

### Científica
Les tecnologies de prolongació de la vida afirmen estar desenvolupant un camí per completar el rejoveniment. La criònica manté l'esperança que els morts puguin ser ressuscitats en el futur, després dels avenços mèdics suficients. Si bé, com es mostra amb criatures com ara els cucs hydra i planària, és possible que una criatura sigui biològicament immortal; aquests són animals que són fisiològicament molt diferents dels humans, i no se sap si alguna cosa comparable serà possible per als humans.

### Religiosa
La immortalitat en religió es refereix generalment a la creença en la immortalitat física o a una més enllà més espiritual. En tradicions com les creences egípcies antigues, les creences mesopotàmiques i les creences gregues antigues, es considerava que els déus immortals tenien cossos físics. A la religió mesopotàmica i grega, els déus també van fer immortals físicament certs homes i dones, mentre que al cristianisme, molts creu que tots els veritables creients seran ressuscitats a la immortalitat física. Similar creences que la immortalitat física és possible les tenen els Rastafarians o els Renaixements.

## A la ciència
Les cèl·lules del cos humà i dels animals pluricel·lulars en general tenen la longevitat i la capacitat de dividir-se limitades. No passa el mateix amb els organismes unicel·lulars, en què una mateixa cèl·lula es va dividint successivament per donar lloc a les generacions següents, i per això podem considerar-los a prop de la vida eterna. Un exemple d'organisme multicel·lular que, des d'aquest punt de vista, podria ser considerat immortal, és Turritopsis nutricula, una medusa amb un cicle vital en el qual l'animal torna a l'estat de pòlip després d'esdevenir sexualment madur. En el mateix cas es troben les cèl·lules reproductives (òvuls, espermatozous i les cèl·lules les que produeixen) dels pluricel·lulars, que tot i procedir de la combinació de cèl·lules d'organismes de la generació anterior, no s'hi manifesten els efectes de l'envelliment que serien d'esperar si aquestes cèl·lules envellissin i l'envelliment s'acumulés de generació en generació. Actualment, s'investiga la diferència entre el funcionament de les cèl·lules del cos i les reproductives (i les dels unicel·lulars) amb l'esperança de trobar els mecanismes que podrien evitar l'envelliment de les primeres.
Mentre les investigacions realitzades respecte a l'envelliment i mort cel·lular s'ha comprovat que a les cèl·lules, la longitud dels telòmers (l'extrem dels cromosomes) és un dels factors involucrats als processos d'envelliment i mort cel·lular.
Un altre factor important que ha sigut a poc a poc descobert és el descobriment dels radicals lliures els quals són agents que oxiden per així anomenar-lo, parts del cos periòdicament causant l'envelliment.

## Qüestions morals
Que la ciència faça factible la possibilitat de la immortalitat no fa necessàriament que siga apropiada per a viure òptimament. La vida eterna podria comportar contradiccions i estranyeses en si mateixes, que més enllà de qualsevol religió (la majoria de les quals fan ús d'una utopia immaterial de paradís etern per als seguidors, possiblement equivalent i d'igual manera qüestionable moralment) afectarien la biologia comuna de la natura. Debats que es porten de forma natural a la mateixa definició de vida. Si la vida es defineix en la biologia com l'estat intermedi entre el naixement i la mort, si aquesta última no existira, podria definir-se com a vida la immortalitat? Trencant el cicle natural d'interrelacions entre qualsevol cosa i ser viu de nàixer i morir? No és massa llarga l'eternitat per a avorrir-se eternament? Bàsicament, preguntes retòriques com aquestes se centrarien de la utilitat de la vida eterna, i aconseguir-la com a tal, cosa mai entesa per mai ser arribada aconseguir i no estar mai present a la natura, en cas que la mateixa poguera ser arribada a aconseguir pel progrés de la humanitat.

## Tradicions religioses
Fins a finals del segle xx, no havien acreditat previsions científiques sobre que es podia obtenir la immortalitat física. Encara en 1952, la redacció del Syntopicon, trobat en la compilació dels llibres del Gran del món occidental, diu que "La qüestió filosòfica sobre la immortalitat no pot separar-se de les qüestions relatives a l'existència i la naturalesa de l'ànima de l'home." Per tant, la gran majoria de les especulacions sobre la immortalitat abans del segle XXI van ser pel que fa a la naturalesa del més enllà.
La immortalitat espiritual és l'existència eterna d'una persona d'un origen no físic, o en un estat no físic, com una ànima. En concret 'la immortalitat de l'ànima' és una creença que s'expressa en gairebé totes les tradicions religioses. No obstant això, qualsevol doctrina en aquest àmbit s'indueix sense una definició prèvia d'un «ànima». Un altre problema és que "l'ànima" sovint es confon i s'utilitza com a sinònim d'«esperit».
Tant en les religions occidentals com en les orientals, l'esperit és una energia o força que transcendeix el cos mortal, i torna a: (1) al regne dels esperits celestials ja siga per gaudir de la felicitat o patir el turment etern en l'infern, o, (2) al cicle de la vida, directament o indirectament, en funció de la tradició.

## Símbols de la immortalitat

Ankh

Hi ha nombrosos símbols que representen la immortalitat. L'ankh és un símbol de la vida egipci que té connotacions d'immortalitat quan es representa a les mans dels déus i faraons, que es considerava que tenien control sobre el viatge de la vida. La Cinta de Möbius en forma de nus de trèvol és un altre símbol de la immortalitat. La majoria de representacions simbòliques de l'infinit o del cicle de vida s'utilitzen sovint per representar la immortalitat segons el context en què es col·loquen. Altres exemples inclouen l'Ouroboros, el fong xinès de la longevitat, els deu kanji, el fènix, el paó al cristianisme, i els colors amarant (en cultura occidental) i préssec (a la cultura xinesa).